# Eduardo Cordero
Eduardo Cordero Fernández, detto Lalo (Iquique, 12 settembre 1921 – Valparaíso, 3 settembre 1991), è stato un cestista cileno.

## Carriera
In carriera ha giocato nel Jorge V, Iquique, Linares, Curicó, Valparaíso. Con il Cile ha disputato le Olimpiadi 1948 (6º posto) e quelle del 1952 (5º posto). Ha vinto la medaglia di bronzo ai Mondiali del 1950.